# Thu hải đường Đài Loan
Begonia taiwaniana là một loài thực vật có hoa trong họ Thu hải đường. Loài này được Hayata miêu tả khoa học đầu tiên năm 1911.

## Hình ảnh

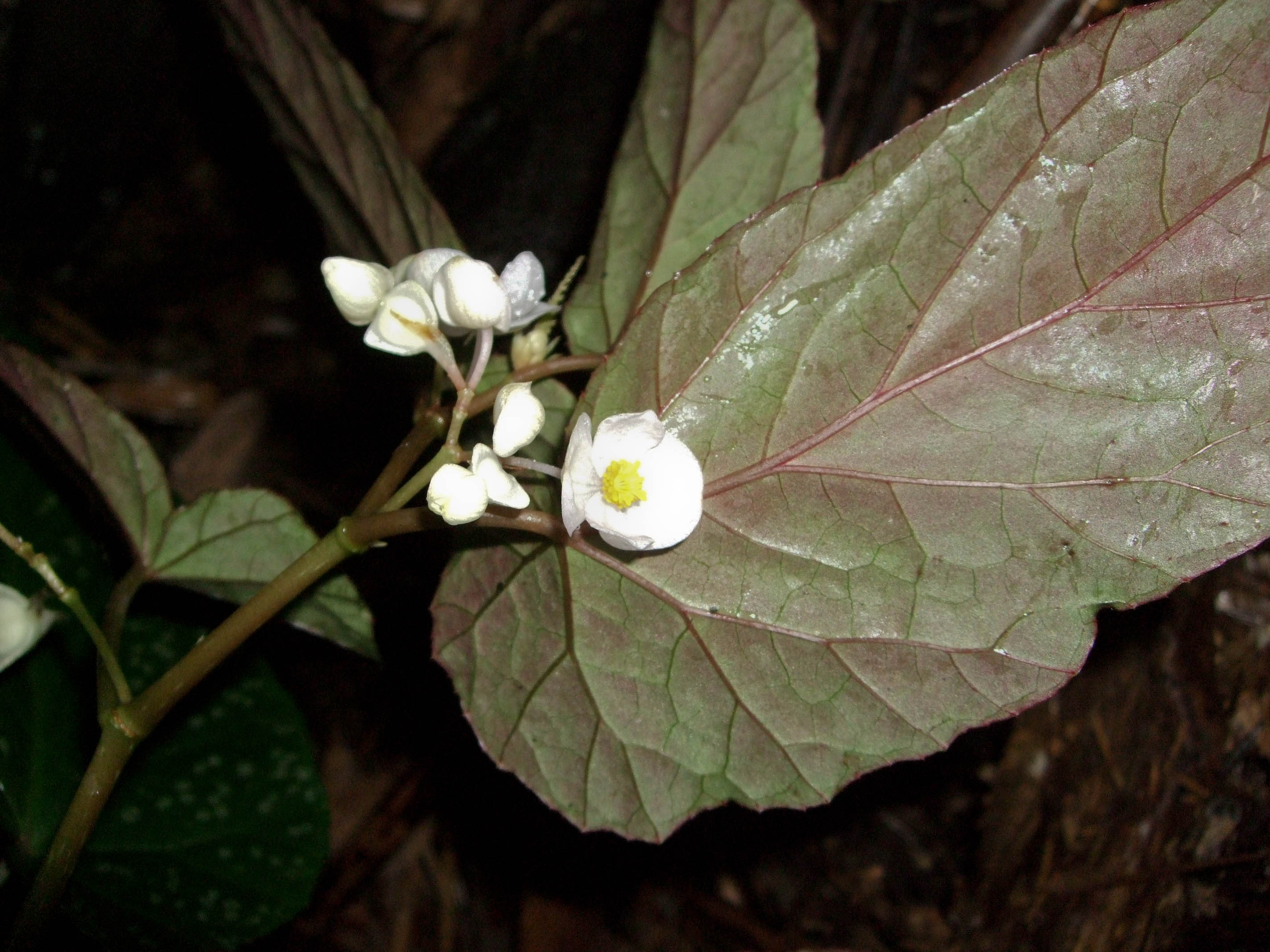
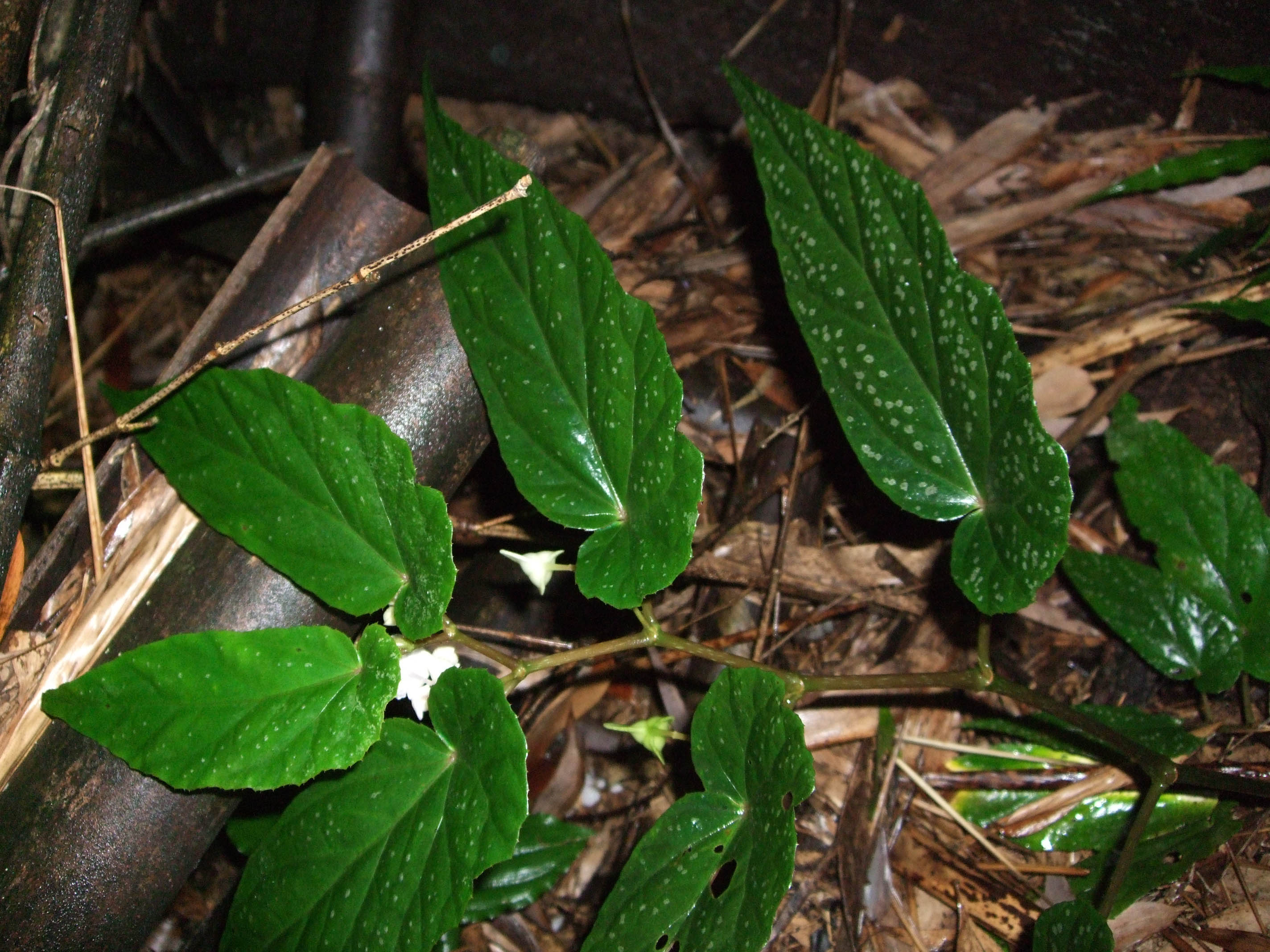